# Trichodezia californiata
Trichodezia californiata är en fjärilsart som beskrevs av Alpheus Spring Packard 1871. Trichodezia californiata ingår i släktet Trichodezia och familjen mätare. Inga underarter finns listade i Catalogue of Life.